# Ал-Джоуф
Ал-Джоуф (араб.: الجوف) е провинция в Саудитска Арабия, която се намира в северната част на страната, граничеща Йордания. Тя е с площ от 100 212 км² и население от 440 009 при преброяването от 2010 г. Столицата ѝ е Сакака.
Голяма част от територията ѝ е била част от държавата Трансйордания до 1946 г.
Регионът Ал-Джауф е един от най-плодородните региони в Саудитска Арабия. Районът около град Табарджал е известен като национална "житница", поради разнообразието от култури, отглеждани там. За разлика от по-голямата част от страната, части от Ал-Джауф могат да се похвалят с умерен климат, плодородна почва и изобилие от подпочвени води, което позволява необичайно високи нива на селскостопанска дейност, наблюдавани в региона.   Провинцията е известна с отглеждането на маслинови дървета, приблизително 67% от маслиновото масло на Кралството се произвежда тук.  В Ал-Джауф е широко разпространено отглеждане на палми и произвежда приблизително 150 000 тона фурми всяка година. 